# سهراب انتظاری

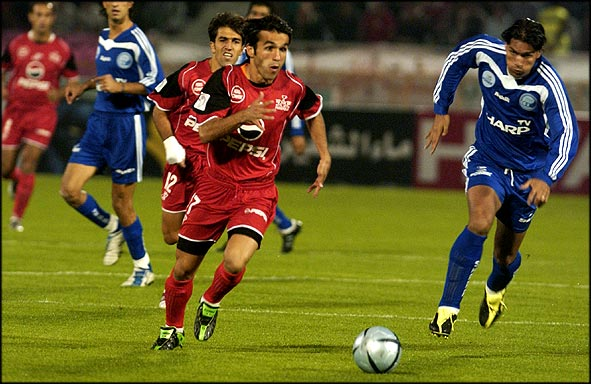
سهراب انتظاری با لباس قرمز به دنبال توپ

سهراب انتظاری (زاده ۲۳ فروردین ۱۳۵۶ - بابل) بازیکن سابق فوتبال اهل ایران است. وی سابقه بازی در باشگاه‌های شموشک، پرسپولیس، راه‌آهن، شهرداری تبریز و تربیت یزد را دارد.